# Zakódzsi Hiroaki
Zakódzsi Hiroaki (座光寺公明, nyugaton Hiroaki Zakoji) (Tokió, 1958. január 20. – Tokió, 1987. január 29.) japán származású zongoraművész és zeneszerző.

## Élete
Hokkaidóban nevelkedett; már középiskolai tanulóéveiben elkezdte zeneszerzői tanulmányait, első mestere Rimura Maszanobu volt. Később a tokiói Nihon Egyetem művészeti szakán Kidzsima Kijohikótól zeneszerzést és Macuja Midori mestertől a zongoraművészet fortélyait sajátította el. Kamakurában a zeneszerzés mesterfogásaiba Ogura Ró vezette be.
1982-ben rendezte meg a tokiói Shin-Wagaku Consortot, ahol rendszeresen szerepelt sok más zeneszerzővel. Ezt követően a svájci Bázelben mutatkozott be 1985-ben, az IGNM (Internationale Gesellschaft für Neue Musik) meghívására. 1986-ban ide tért vissza, hogy megalkossa a Op. 36 művét (Piano Piece III).
Ezekben az években utazott Spanyolországba és Dániába, valamint egy esszét írt egy zeneművészeti magazinba. Tokióban 1986 júniusában a buddhista nemzetközi zenei versenyen az elsők között szerepelt az Op. 18, Continuum zeneművével, amit legelőször a Tokiói Szimfonikus Zenekar adott elő. Pár nappal a huszonkilencedik életéve betöltése után, egy végzetes infarktus következtében elhunyt.
Rövid életének 29 éve alatt 38 zeneművet hagyott maga után.
Egy angol zeneszerző, James Stevens írta: „Munkássága egyedülálló, mert noha alapjában jelenkori a stílusa, nem követte a rövid távú hóbortokat, divatokat, így ki tudott maradni a kortárs zeneszerzők irányzatából. Műveinek alapját kiváló hallása adta, amit mozarti teljességben bontakoztatott ki. Emellett a hagyományos japán felfogással is azonosult, így ugyanazon könnyedséggel komponált kamaraegyüttesekre, szimfonikus zenekarra vagy népi hangszerekre.”
1992 áprilisában és májusában a cselló-kamaraversenyművet (Op. 29 a)] Toru Takemitsu és Isang Yung műveivel együtt adták elő a barcelonai Lliure Színházban az Orient Occident koncerten. 
Zakódzsi néhány korai művét (Scherzo, Andante1, Adagio, Movement), melyek csak a kottán maradtak fenn, Llibert López Pascual katalán zeneszerző játszotta lemezre 2008 januárjában. Közvetlenül ezután elsőként egy olasz rádióadó, a Radio Fermo Uno közvetítette a Scherzót 2008 februárjában.

## Egyénisége
Egyéniségének kialakításában nagy hatással volt rá az az időszak, amikor elkerült Hokkaidóba, Japán északi részére, ahol az időjárás hideg és kemény. Kitartó és türelmes ember volt. Szerette a természetet, a havat és a síelést. Szorgalmas, különleges személyiség volt, akárcsak tehetsége, szívélyes és szeretetre méltó.
Személyiségében egyaránt jelen volt a kitartás és az érzékenység, a magába forduló (introvertált) és a kifelé irányuló (extravertált) természet.  Érdeklődött a buddhizmus és a halál iránt is, jóllehet ez utóbbi szokatlan lehet egy ifjúnál. Másrészt nyugodt sportemberként élte napjait, szeretett síelni. A téli időszakban síoktatóként is dolgozott a SAJ-nál (Japán Síelési Egyesület) az Utsukushi-Gahara hegyek síüdülőhelyén Naganóban. Vidám, tréfálni szerető fiatalember volt. Egyedülálló egyéniségével számos barátra tett szert.
Igen fejlett gondolkodású volt: már húszévesen nála jóval idősebb zeneszerzőkkel társalgott egyenlő színvonalon. Érett volt, ugyanakkor ártatlan, mint egy gyermek. Nyitott volt a külvilágra, érdekelte az utazás, így sok külföldi szereplést vállalt el. Emellett azonban hazafi és nacionalista szellemű volt, szerette országát és népét. Érdeklődött a japán őskori mitológia és a történelem iránt (Kojiki és Nihon-shoki), amit Ama-no-Uzume (Op. 4) munkájába is befoglalt.
Ezenfelül érdekelte még a japán hagyományos zene. Gagakuval együtt folytattak tanulmányt a japán hagyományos hangszeres zene átalakításával. 
Kedvence színe a fekete, kedvenc városa Kamakura volt, kedvenc regényírója pedig Akutagava Rjúnoszuke. Egy jegyzetfüzetet hagyott hátra maga után, amelyben az új zeneszerzeményén dolgozott, Akutagava Pókfonál című művét operára alkalmazva. Kottáit olyan rendszerességgel jegyezte le, mintha számított volna hirtelen halálára.
Szeretettel és együttérzéssel fordult az emberek felé, és humorérzékével, személyiségével számos barátot szerzett. Mintegy háromszázan rótták le tiszteletüket a temetésén. Rendkívüli tehetség volt, hirtelen halála pedig mérhetetlen veszteség. Rengetegen siratták fiatal tehetségét, amely alig érte el pályája csúcspontját.

## Külső hivatkozások
- Publikált művei: Op. 27 Mono-morphology II (1983) Japán Zeneszerzői Szövetség (JFC)
- A Tokiói Modern Japán Zenei Dokumentációs Központban megtalálható az összes partitúrája és néhány hangszalagra rögzített műve, valamint koncertjei
- Website in memory of Hiroaki Zakoji